# Olga Zrihen
Olga Zrihen (ur. 10 stycznia 1953 w Casablance) – belgijska polityk, parlamentarzystka i samorządowiec, w latach 2001–2004 eurodeputowana.

## Życiorys
Urodziła się w rodzinie marokańskich Żydów. W wieku kilku lat zamieszkała we Francji, następnie osiedliła się w Belgii. Kształciła się w zakresie tłumaczeń w międzynarodowej szkole tłumaczy przy Université de Mons-Hainaut. Pracowała jako nauczycielka germanistyki, była zastępcą dyrektora ds. kultury w administracji prowincji Hainaut.
Została działaczką walońskiej Partii Socjalistycznej. W kwietniu 2001 objęła mandat deputowanej do Parlamentu Europejskiego V kadencji w miejsce Claude'a Desamy. Należała do grupy socjalistycznej, pracowała m.in. w Komisji Praw Kobiet i Równouprawnienia (od 2002 jako jej wiceprzewodnicząca). W PE zasiadała do lipca 2004.
Również od 2001 pełniła funkcję radnej w La Louvière. W latach 2006–2009 była zastępcą burmistrza tej miejscowości. W latach 2004–2007 zasiadała w Senacie jako senator dokooptowany, następnie do 2009 jako senator wybrany we Wspólnocie Francuskiej. W 2009 wybrana do Parlamentu Walonii i Parlamentu Wspólnoty Francuskiej, ten ostatni w tym samym roku powołał ją na swojego przedstawiciela w federalnym Senacie. W 2014 ponownie uzyskała mandat w regionalnym parlamencie, ponownie delegowano ją w skład Senatu.